# Tim McDonald
Timothy McDonald (Fresno, 6 gennaio 1965) è un ex giocatore di football americano statunitense che ha giocato nel ruolo di safety per tredici stagioni nella National Football League (NFL). Al college ha giocato a football alla University of Southern California venendo premiato come All-American.

## Carriera professionistica
McDonald fu scelto nel secondo giro del Draft NFL 1987 dai St. Louis Cardinals. Nel 1989 terminò col proprio primato in carriera di 7 intercetti e fu convocato per il primo Pro Bowl, la prima di sei convocazioni. Rimase coi Cardinals, nel frattempo trasferitisi a Phoenix, fino alla stagione 1992. Nel 1993 passò ai San Francisco 49ers dove l'anno successivo vinse il Super Bowl XXIX battendo i San Diego Chargers. Si ritirò dopo la stagione 1999.

## Palmarès
- Super Bowl : 1 Vincitore del Super Bowl XXIX
- (6) Pro Bowl (1989, 1991, 1992, 1993, 1994, 1995)
- (6) All-Pro 1989, 1990, 1991, 1992, 1993, 1995)
- Leader della NFL in fumble forzati (1988)

## Statistiche
| Partite totali      | 191   |
| Partite da titolare | 187   |
| Tackle totali       | 1.063 |
| Intercetti          | 40    |
| Fumble recuperati   | 16    |